# Imagine (A Perfect Circle)
Imagine è un singolo del gruppo musicale statunitense A Perfect Circle, pubblicato il 27 settembre 2004 come primo estratto dal terzo album in studio Emotive.

## Descrizione
Si tratta di una rivisitazione dell'omonimo singolo di John Lennon in tonalità minore, che dona al brano un'atmosfera cupa e funeraria, in antitesi con il testo e la versione di Lennon.

## Video musicale
Il video del brano, diretto da Gerald Casale, alterna fotogrammi di tragici eventi della storia recente tramite titoli, immagini e video di notiziari di tutto il mondo. Sono anche presenti fotogrammi di delfini, riferimento al quarto romanzo della Guida galattica per gli autostoppisti di Douglas Adams, tema a cui il gruppo dedicherà successivamente l'omonimo brano So Long, and Thanks for All the Fish.

## Tracce
CD promozionale (Europa, Stati Uniti)
1. Imagine – 4:50 (John Lennon)

7" (Stati Uniti)
- Lato A

1. Imagine – 4:48 (John Lennon)

- Lato B

1. Counting Bodies like Sheep to the Rhythm of the War Drums – 6:22 (Maynard James Keenan, Billy Howerdel)

## Formazione
Hanno partecipato alle registrazioni, secondo le note di copertina di Emotive:
Gruppo
- Maynard James Keenan – voce, pianoforte, riarrangiamento
- Billy Howerdel – voce aggiuntiva, chitarra, basso
- Paz Lenchantin – pianoforte, archi
- Josh Freese – batteria

Produzione
- Billy Howerdel – produzione, ingegneria del suono
- Maynard James Keenan – produzione esecutiva
- Danny Lohner – coproduzione
- Critter – ingegneria del suono aggiuntiva
- Matt Mitchel – montaggio digitale
- Steve Duda – montaggio digitale
- Andy Wallace – missaggio

## Classifiche
| Classifica (2004)             | Posizione massima |
| ----------------------------- | ----------------- |
| Stati Uniti (alternative)     | 26                |
| Stati Uniti (hard rock)       | 25                |
| Stati Uniti (mainstream rock) | 26                |